# 8-Euro-Münze
8-Euro-Münzen werden von mehreren europäischen Ländern herausgegeben. Die folgende Auflistung führt zu den entsprechenden Ausgabeländern und deren Sammlermünzen-Editionen:
- 8-Euro-Münze (Estland), siehe Estnische Euromünzen #Sammlermünzen
- 8-Euro-Münze (Kroatien), siehe Kroatische Euromünzen #8 Euro
- 8-Euro-Münze (Portugal), siehe Portugiesische Euromünzen #8 Euro